# Stelia Aerospace
STELIA Aerospace ist eine Tochtergesellschaft der Airbus Group, sie ist ein Luftfahrtzulieferer für Struktur- und Außenhaut-Elemente sowie Innenraumausstattung mit starkem Anteil an carbonfaserverstärkten Kunststoffen (CFK).

## Geschichte
Die beiden Airbus Tochterunternehmen Aerolia SAS (Méaulte / Frankreich) und Sogerma (Rennes / Frankreich) wurden zum 1. Januar 2015 fusioniert. Ende April 2021 wurde bekannt, dass Airbus seine Flugzeugproduktion in Deutschland und Frankreich neu aufstellen will. Den Bereich, der im Englischen "aerostructures" heißt, sollen neue Firmen übernehmen. Das neue Unternehmen mit Sitz in Frankreich soll die bisher bei Airbus in Saint-Nazaire und Nantes durchgeführten Aktivitäten mit denen von Stelia Aerospace zusammenbringen.

## Produkte

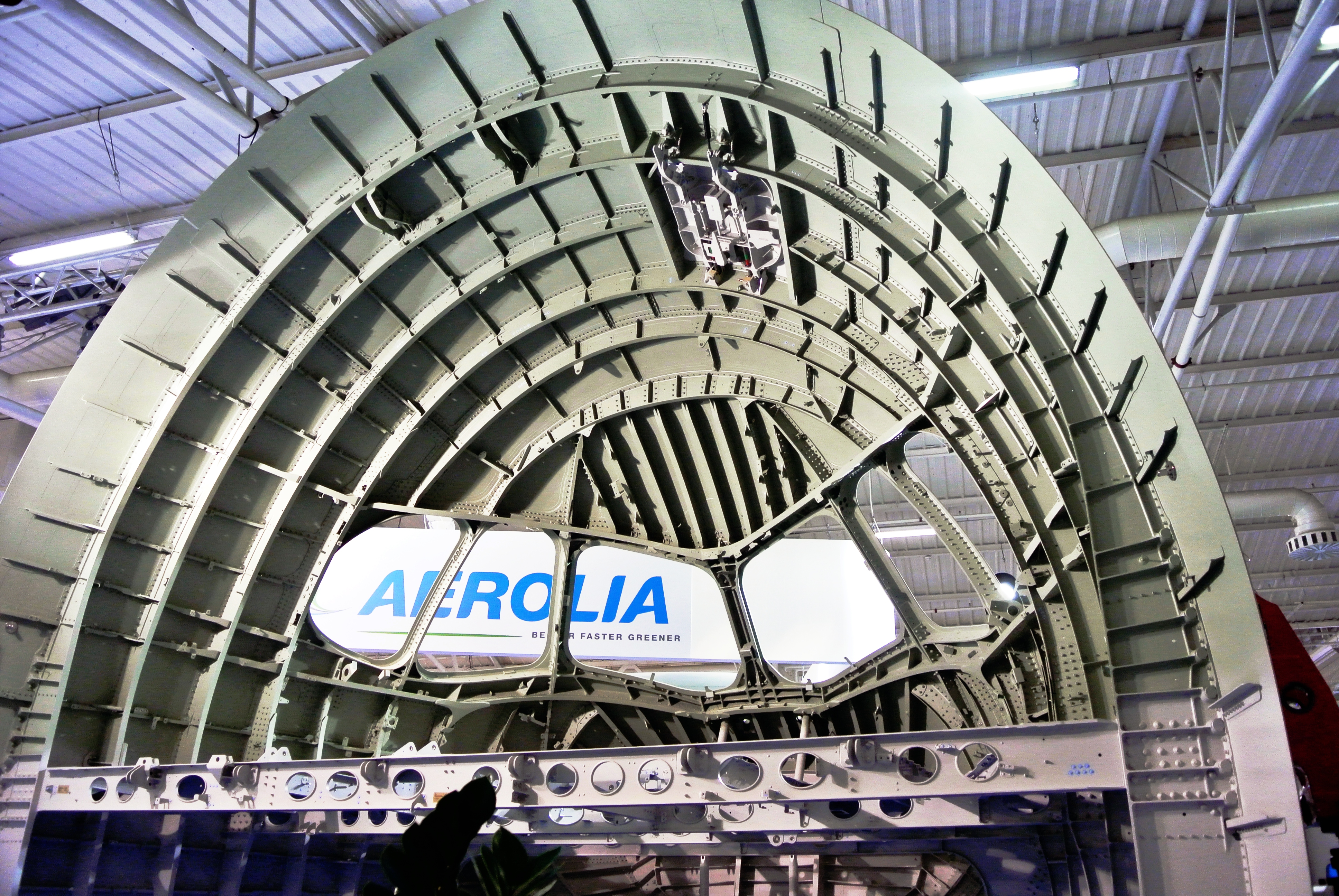
Aerolia A350 Flugzeugstruktur

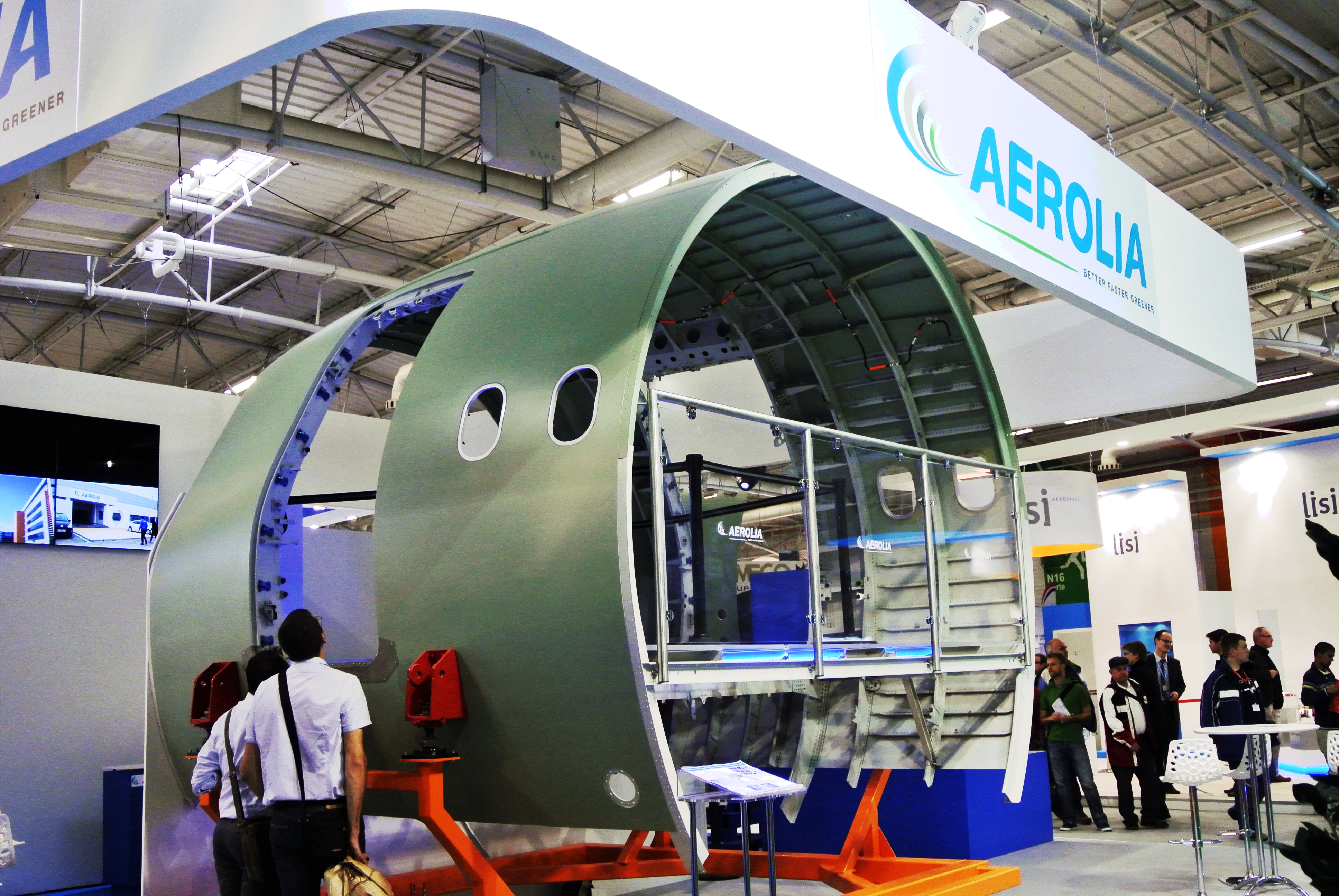
Aerolia A350 Flugzeugstruktur

- Flugzeugstrukturen
- Flugzeugsitze
- Pilotensitze